# Gobiidae
Los góbidos (Gobiidae) son una familia de peces del orden Perciformes. La mayoría son marinos de aguas tropicales o subtropicales, que viven en aguas costeras poco profundas y alrededor de los arrecifes de coral, aunque algunas especies son catádromos que viven en aguas de ríos de islas oceánicas.

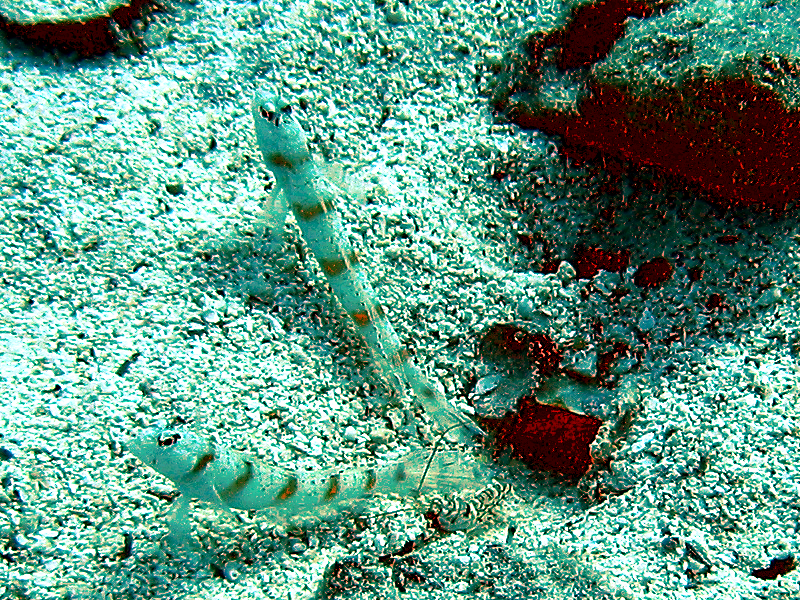
Simbiosis con camarón pistola (Alpheus bellulus).

Algunas especies presentan unas prominentes barbas bajo la cabeza. Se han descrito especies que alcanzan una longitud máxima de 50 mm, aunque muchas no sobrepasan los 10 mm.
La mayoría son carnívoros que se camuflan imitando el color y aspecto del fondo marino para sorprender a sus presas, pequeños invertebrados marinos. Otros son herbívoros.
Existen especies de gobios que establecen curiosas relaciones de simbiosis con invertebrados crustáceos, conviviendo con ellos para defenderlos mientras que el crustáceo les proporciona cobijo y alimento.
Hay otras especies que son famosas por ser peces limpiadores, es decir, se alimentan retirando ectoparásitos de otros peces.
Los reproductores depositan sus huevos en nidos, que son defendidos por el macho.
Algunas especies de gobios son muy adecuadas para acuariología, pues unen sus hábitos sedentarios a su gran belleza.

## Descripción
Los aspectos más distintivos de la morfología de los gobios son las aletas pélvicas fusionadas que forman una ventosa en forma de disco. Esta ventosa es funcionalmente análoga a la ventosa de la aleta dorsal que poseen las rémoras o a la ventosa de la aleta pélvica de los peces grumo (Cyclopteridae), pero es anatómicamente distinta; estas similitudes son producto de la evolución convergente. Las especies de esta familia pueden verse a menudo utilizando la ventosa para adherirse a rocas y corales, y en acuarios se pegarán también a las paredes de cristal del acuario.

## Distribución geográfica y hábitat
Los Gobiidae están repartidos por todo el mundo en ambientes marinos cercanos a la costa, salobres y de agua dulce tropicales y templados. Su área de distribución se extiende desde los arrecifes de coral del Viejo Mundo hasta los mares del Nuevo Mundo, e incluye los ríos y los hábitats cercanos a la costa de Europa y Asia. Los gobios suelen habitar en el fondo. Aunque muchos viven en madrigueras, unas pocas especies (por ejemplo, del género Glossogobius) son verdaderos peces cueva. En los arrecifes de coral, las especies de gobios constituyen el 35% del número total de peces y el 20% de la diversidad de especies.

## Subfamilias

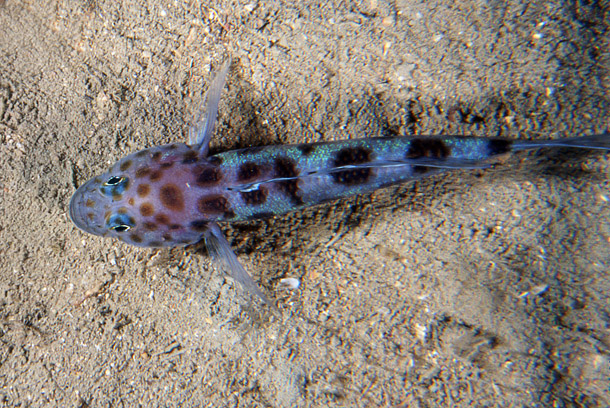
Thorogobius ephippiatusfoto en Toscana Tuscany (Italy)

La familia Gobiidae sufrió una importante revisión en la 5.ª edición de Fishes of the World. Antes de la revisión, los Gobiidae contenían seis subfamilias: Gobiinae, Benthophilinae, Amblyopinae, Gobionellinae, Oxudercinae y Sicydiinae. La revisión conservó las dos primeras subfamilias y eliminó las otras cuatro para crear una familia aparte, Oxudercidae. Además, se añadieron a la familia Gobiidae revisada especies que antes pertenecían a las familias Kraemeriidae, Microdesmidae, Ptereleotridae y Schindleriidae, aunque no se describió ninguna subfamilia.
Las dos subfamilias anteriormente reconocidas en las que las especies se han mantenido en Gobiidae en la 5.ª edición de Fishes of the World:

### Benthophilinae
Los miembros de Benthophilinae son endémicos de la región Ponto-Caspio (incluyendo el Marmara, Black, Azov, Caspio, y Mar de Arals). Los representantes de la subfamilia tienen aletas pélvicas fusionadas y aletas dorsal y anal alargadas. Se distinguen de la subfamilia Gobiinae, estrechamente relacionada, por la ausencia de vejiga natatoria en los adultos y la ubicación de los radios superiores de las aletas pectoraless dentro de la  aleta membrana. Entre sus miembros se encuentran gobios renacuajo, Neogobius fluviatilis y Ponticola kessleri.

### Gobiinae
Los miembros de los Gobiinae se conocen como gobios verdaderos. Se trata de la subfamilia más extendida y diversa de las anteriormente reconocidas como Gobiidae, con unas 2000 especies y 150 géneros.

## Ecología y biología
Los gobios son principalmente peces de hábitats marinos poco profundos, como pozas de marea, arrecifes de coral y praderas marinas; también son muy numerosos en hábitats de aguas salobres y estuarios, como los tramos bajos de los ríos, manglares y  marismas saladas. Unas pocas especies de gobios (no se conocen con exactitud, pero se cuentan por centenares) también están totalmente adaptadas a entornos de agua dulce. Entre ellas se encuentran el gobio redondo (Neogobius melanostomus), el gobio del desierto australiano (Chlamydogobius eremius) y el gobio de agua dulce europeo Padogobius bonelli'. La mayoría de los gobios se alimentan de pequeños invertebrados, aunque algunas de las especies más grandes comen otros peces, y unas pocas comen plancton y algas.

## Sistemática
Los gobios son la mayor de todas las familias de peces marinos, con cerca de 2000 especies agrupadas en más de 200 géneros.

## Reproducción
La mayoría de las especies de Gobiidae fijan sus huevos a un sustrato, como vegetación, coral o la superficie de una roca. Ponen de cinco a varios miles de huevos, dependiendo de la especie. Tras fecundar los huevos, el macho los protege de los depredadores y los mantiene libres de detritus. El macho abanica los huevos, proporcionándoles así oxígeno. La hembra mantiene la madriguera. Los huevos eclosionan al cabo de unos días. Las larvas nacen transparentes, y desarrollan coloración tras dispersarse para encontrar un hábitat adecuado. Las larvas de muchas especies de gobios de agua dulce son arrastradas río abajo hasta las aguas salobres, o incluso hasta el mar. Regresan al agua dulce semanas o meses después.
Los gobios de aguas más cálidas alcanzan la edad adulta en pocos meses, mientras que los de ambientes más fríos lo hacen en dos años. La esperanza de vida total de los gobios oscila entre uno y diez años, aunque las especies de aguas más cálidas suelen vivir más.

## Comportamiento

### Construcción de madrigueras
Muchas especies de Gobiidae viven en parejas macho-hembra que construyen y comparten madrigueras, de forma similar a muchos otros peces como la tilapia de Mozambique (Oreochromis mossambicus). Las madrigueras se utilizan como refugios y lugares de desove. Para construir sus madrigueras, los gobios excavan el fondo marino con la boca y retiran fragmentos de coral muerto, escombros y algas bentónicas. Además, los gobios utilizan escombros de coral para bloquear la entrada a las madrigueras. Un solo gobio transporta hasta nueve trozos de escombros de coral por minuto. Los gobios también construyen un montículo de 6-13 cm de altura sobre la entrada de su madriguera de desove, que permite que el agua fluya rápidamente sobre el montículo. El flujo de agua creado por el montículo ayuda a proporcionar oxígeno a los huevos. Aunque la construcción de madrigueras es un comportamiento cooperativo realizado por ambos sexos, los machos suelen esforzarse más en el mantenimiento de las madrigueras que las hembras. En cambio, las hembras se alimentan más, ya que el éxito reproductivo es óptimo cuando las hembras dedican más energía a prepararse para la reproducción. Tras el desove de los huevos, las funciones de machos y hembras cambian. Las hembras mantienen principalmente la madriguera, y los machos cuidan principalmente de los huevos abanicándolos, proporcionándoles así oxígeno. Sin embargo, cuando las hembras abandonan la madriguera, los montículos pierden su altura. Los machos abandonan entonces los huevos y se los comen, preparándose para futuras oportunidades de apareamiento. Las madrigueras de los gobios varían de tamaño según la especie.

### Cleptogamia
La cleptogamia se refiere a un "comportamiento furtivo" durante la reproducción en el que un macho no emparejado fecunda los huevos de una hembra emparejada y el macho emparejado cuida de los huevos. Las hembras prefieren gobios machos con cuerpos grandes. Como no todos los machos tienen cuerpos grandes, los más pequeños pueden hacer trampas en lugar de gastar energía para encontrar pareja. Los chivatos esperan cerca del lugar de desove de los peces emparejados. A continuación, los zancudos liberan su esperma en el terreno de desove en cuanto la hembra emparejada suelta sus huevos.  Aunque el esperma de las zapatillas fecunda algunos huevos, el macho emparejado no puede distinguir los huevos fecundados por las zapatillas de los fecundados por su propio esperma. Por lo tanto, el macho emparejado da cuidado parental por igual a todos los huevos.
La cleptogamia es una buena estrategia en muchos sentidos. En primer lugar, los gobios no necesitan territorios propios, lo que indica que no necesitan gastar energía en proteger territorios, como hacen la mayoría de los demás machos. La mayoría de los gobios macho necesitan sus propios territorios, ya que las hembras no eligen aparearse con un macho que no posea su propio territorio. En segundo lugar, los zancudos no proporcionan cuidados parentales a sus huevos. Los machos emparejados proporcionan cuidados parentales en lugar de las zancudas. Por lo tanto, las sneakers pueden ahorrar energía, y pueden poner más esfuerzo en encontrar nuevos objetivos para engañar.

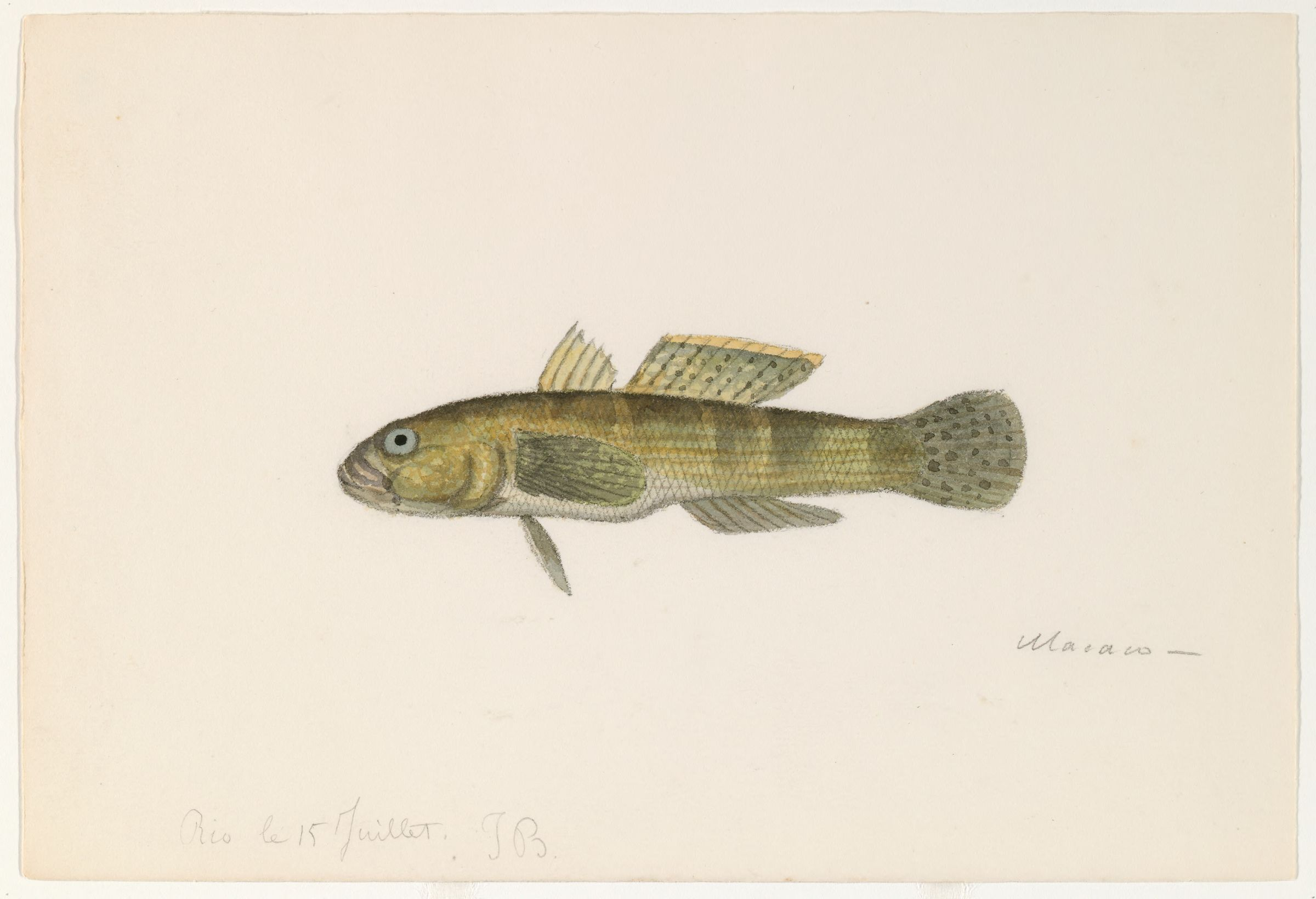
Una acuarela de 1865 de un gobio brasileño pintada por Jacques Burkhardt.

El coste de la cleptogamia es que las zancudas pueden recibir ataques agresivos de los machos emparejados que suelen ser mucho más grandes y fuertes que las zancudas. Para los zancudos pequeños, los ataques de los machos emparejados pueden ser perjudiciales y, a menudo, provocarles la muerte.
Las zancudas también se conocen como pseudohembras, ya que son pequeñas y apenas se distinguen de las hembras. Este pequeño tamaño corporal facilita el engaño. La mayoría de las veces, los machos emparejados confunden las zapatillas con hembras y, por tanto, no las ahuyentan. A los machos emparejados se les llama machos "bourgeois", porque son más grandes, más fuertes y, lo más importante, emparejados.

## Importancia comercial

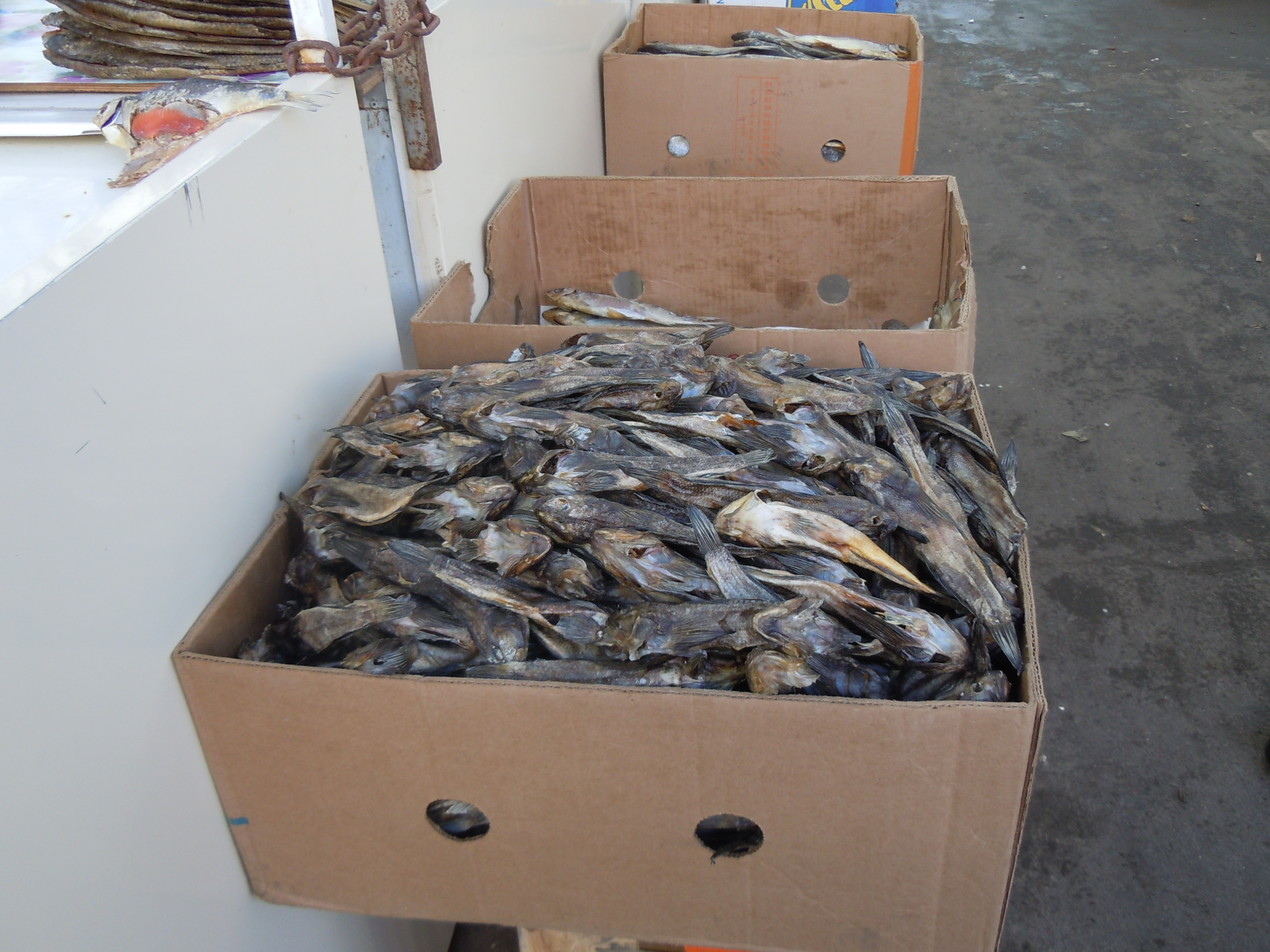
Gobios secos a la venta en el mercado de Odessa, Ucrania.

Los gobios tienen importancia comercial en Rusia y Ucrania. Se pescan en el Mar de Azov, el noroeste del Mar Negro y el Mar Caspio. Las especies más importantes son el gobio redondo, el gobio mono, el gobio sapo y el gobio herbívoro. El gobio herbívoro también es un pez comercial en Italia.

### En acuariofilia
Varias especies de gobios se mantienen en acuarios. La mayoría de los gobios en cautividad son marinos. Quizá el más popular sea el pequeño pero colorido gobio neón Elacatinus. La mayoría de los gobios permanecen en la parte inferior del acuario, escondidos entre las rocas, pero algunas especies (sobre todo los gobios gamba) prefieren excavar pequeñas madrigueras. Los acuaristas suelen proporcionarles un sustrato de grano fino para evitar daños en sus delicadas partes inferiores. Entre las especies de agua salada más comunes están el gobio gamba de Randall Amblyeleotris y el gobio vigilante Cryptocentrus.